# The Broken Law (film 1915)
The Broken Law è un film muto del 1915 diretto da Oscar C. Apfel.

## Produzione
Il film fu prodotto dalla Fox Film Corporation.

## Distribuzione
Distribuito dalla Fox Film Corporation, il film uscì nelle sale cinematografiche statunitensi il giorno dopo essere stato presentato in prima a New York il 21 novembre 1915. Ne venne fatta una riedizione che uscì il 19 gennaio 1919.